# Dicionário Priberam da Língua Portuguesa
O Dicionário Priberam da Língua Portuguesa (DPLP), anteriormente conhecido como Dicionário da Língua Portuguesa On-Line (DLPO), é um dicionário de língua portuguesa em linha, desenvolvido e mantido pela Priberam. Os vocábulos compreendem o vocabulário geral, bem como termos mais comuns das principais áreas científicas e técnicas. Para além das funcionalidades avançadas de consulta e pesquisa assentes na plataforma lexicográfica da Priberam, o DPLP inclui a ligação para os auxiliares de tradução do FLiP (Ferramentas para a Língua Portuguesa), que permitem a tradução de um número significativo de palavras e expressões de e para espanhol, francês e inglês.
O DPLP contém cerca de 130 000 entradas lexicais, incluindo locuções e fraseologias, e tem por base o Novo Dicionário Lello da Língua Portuguesa (Porto, Lello Editores, 1996 e 1999), licenciado pela Priberam em 2008, no que diz respeito à informação lexicográfica para o português. Em 2011, foi acrescentada também a opção do português brasileiro. A obra foi adaptada para formato adequado à disponibilização eletrónica pela Priberam e revista pela sua equipa de linguistas, estando em constante atualização e apresentando-se em duas versões: uma que permite a consulta com a variedade do português europeu e outra que permite a consulta segundo a norma do português do Brasil. Em ambas as versões é possível a consulta com ou sem as alterações gráficas previstas pelo Acordo Ortográfico de 1990, possibilitando a comparação da grafia das palavras antes e depois da aplicação das regras da reforma ortográfica de 1990.
O Dicionário Priberam foi licenciado à Amazon para o Kindle, para a Alexa e para a Kobo.